# Punto fijo infrarrojo
En física, un punto fijo infrarrojo  es un conjunto de constantes de acoplamientos u otros parámetros que evolucionan desde unos valores iniciales a muy altas energías (distancia corta) hacia otros estables, normalmente predecibles, a bajas energías (distancia larga). Esto requiere normalmente el uso de grupos de renormalización, una herramienta matemática para evolucionar sistemas de manera teórica de una escala a otra. 
Al contrario, si la longitud de escala decrece y los parámetros se acercan a valores fijos, tenemos entonces un punto fijo ultravioleta. Estos puntos fijos son normalmente independientes de los valores iniciales de los parámetros a lo largo de un amplio rango de valores iniciales. A esto se le conoce como "universalidad".

## Física estadística
En física estadística de transiciones de fase de segundo orden, que el sistema físico se acerque a un punto fijo infrarrojo es independiente de las dinámicas de distancia corta iniciales que definen el material. Esto determina las propiedades de la transición de fase a temperatura crítica, o el punto crítico. Que sean observables, tal como exponentes críticos depende única y normalmente de las dimensiones del espacio, y son independientes de los constituyentes moleculares o atómicos.

## Física de partículas
En física de partículas, el punto fijo que mejor se conoce es la proximación de la constante de acoplamiento QCD de la interacción fuerte a cero a medida que la energía aumenta. Esto es un punto fijo ultravioleta, asociado al fenómeno conocido como libertad asintótica. Es la causa de que los quarks y gluones se comporten como si efectivamente fueran libres (o no interactúen), partículas a altas energías. Este fenómeno fue predicho por "Bjorken Scaling," y observado en experimentos de electroproducción, y fue crucial para el desarrollo de la teoría de interacciones fuertes conocida como cromodinámica cuántica. 
Existe un punto fijo infrarrojo remarcable de las constantes de acoplamiento que determina las masas de los quarks muy pesados. En el modelo estándar, quarks y leptones tienen acoplamiento "Yukawa" con los bosones de Higgs. Esto determina la masa de la partícula. Todos los quarks y leptones acoplados por Yukaya son pequeños comparados con los quark cima acopados por yukaya. Los acoplamientos Yukawa no son constantes y sus propiedades cambian dependiendo de la escala de energía en la que se están midiendo. La dinámica de los acoplamientos Yukaya está determinada por la ecuación de renormalización de grupo:
{\displaystyle \mu {\frac {\partial }{\partial \mu }}y\approx {\frac {y}{16\pi ^{2}}}\left({\frac {9}{2}}y^{2}-8g_{3}^{2}\right)},
donde {\displaystyle g_{3}} es el acoplamiento gauge de color (que es una función de {\displaystyle \mu } y está asociado con libertad asintótica) y {\displaystyle y} es el acoplamiento Yukawa. Esta ecuación describe como el acoplamiento Yukaya cambia con la escala de energía {\displaystyle \mu }. 
Los acoplamientos Yukaya de los quarks arriba, abajo, encantado, extraño y fondo, son pequeños en la extremadamente alta escala de energía de gran unificación, {\displaystyle \mu \approx 10^{15}} GeV. El término {\displaystyle y^{2}} puede despreciarse en la ecuación del quark cima. Resolviendo, encontramos que {\displaystyle y} se incrementa ligeramente a escalas de baja energía a las cuales las masas de los quarks son generadas por Higgs, {\displaystyle \mu \approx 100} GeV.
Por otro lado, las soluciones de esta ecuación para grnades valores iniciales {\displaystyle y} provocan que rhs se aproxime rápidamente a cero. Esto bloquea {\displaystyle y} al acoplamiento QCD {\displaystyle g_{3}}. A esto se le conoce como punto fijo (casi-infrarrojo) de la ecuación de renormalización de grupo para el acoplamiento Yukaya. No importa cual es el valor inicial del acoplamiento, si es suficientemente grande alcanzara el valor del pundo fijo, y entonces se predicen las correspondientes masas de los quarks.
El valor del punto fijo es determinado de manera justa y precisa en el modelo estándar, llevando a predecir una masa del quark cima de 230  GeV. Si hay más de un doublet de Higghs, el valor será reducido por los efectos del ángulo de mezcla de Higgs. La masa que se observa del quark cima es ligeramente menor, sobre unos (ver quark cima). En la extensión de mínima supersimetría del modelo estándar, ahí dos doublets de Higgs y la ecuación de renormalización de grupo para el acoplamiento Yukaya del quark cima se ve modificada ligeramente. Esto lleva a un punto fijo donde la masa cima es más pequeña, 170–200 GeV. Algunos expertos piensan que esto es prueba de la evidencia de MSSM.
El "punto fijo casi-infrarrojo" fue propuesto en 1981 por C. T. Hill, B. Pendleton y G. G. Ross. El punto que prevalece hoy en día fue que la masa de los quarks cima debería estar en un rango de 15 a 26 GeV. El punto fijo casi-infrarrojo ha formado la base de las teorías de condensación de quarks cima para la ruptura de la simetría electrodébil en la cual el bosón de Higgs se produce en escalas de distancia extremadamente cortas, compuesto por un par de quarks y anti-quarks cima. Muchos autores han investigado otros aspectos de los puntos fijos infrarrojos para comprender el espectro anticipado del bosón de Higgs en los modelos multi-Higgs.
Otro ejemplo de punto infrarrojo fijo es el punto fijo de Banks-Zaks en el cual la constante de acoplamiento de la teoría Yang-Mills evoluciona a un valor fijo grnade. La función beta desaparece, y la teoría posee una simetría conocida como simetría conforme.